# Lupo Hernández Rueda
Lupo Hernández Rueda (Santo Domingo, 29 de julio de 1930- Santo Domingo, 22 de octubre de 2017) fue un filólogo, abogado, poeta, ensayista y docente dominicano.

## Biografía
Hernández Rueda se doctoró en Derecho por la Universidad de Santo Domingo y realizó estudios de posgrado en Derecho Laboral en Italia, Suiza y España.
En su faceta como literato, fundó junto a Luis Alfredo Torres y Alberto Peña Lebrón la revista literaria Testimonio y codirigió la colección Silbo Vulnerado.
Reconocido poeta, tuvo una gran obra poética y también perteneció a la Generación del 48, sobre la cual ha publicado numerosos ensayos. También era miembro de la Academia Dominicana de la Lengua y formó parte de la directiva de la Academia Iberoamericana de Derecho del Trabajo y de la Seguridad Social y del Instituto Iberoamericano de Derecho del Trabajo. 
Como abogado, Hernández Rueda redactó junto a Milton Ray Guevara y Rafael Alburquerque del Código Laboral. En esta faceta, fue director de la Escuela de Relaciones Laborales de la Universidad Nacional Pedro Henríquez Ureña y de la Asociación Dominicana de Derecho del Trabajo y de Seguridad Social. También publicó diferentes libros de carácter jurídico.
Entre sus galardones, obtuvo el Premio Nacional de Poesía en cinco ocasiones. En 1980, recibió el Premio Nacional de Ensayo, y en 1997, el Premio Nacional de Literatura. Aparte de eso, obtuvo varios títulos de doctor honoris causa por la Universidad Interamericana (1991), la Universidad Central del Este (1998) y Universidad Nacional Pedro Henríquez Ureña (1998) y Universidad Tecnológica de Santiago (2004).  
Hernández Rueda murió en su residencia de Santo Domingo, donde hacía tiempo que vivía recluido debido a problemas de salud. Sus restos fueron enterrados en el cementerio Cristo Redentor.

## Obras
Poesía
- Como naciendo aún (1963)
- Muerte y memoria (1963)
- Crónica del sur (1964
- Dentro de mi conmigo (1967)
- El tiempo que espero (1972)
- Por ahora (antología poética, 1948-1975) (1975)
- Del tamaño del tiempo (1978)
- Círculo (1979)

Ensayos
- La generación del 48 en la literatura dominicana (1980)